# (4726) Federer
(4726) Federer (1976 SV10) – planetoida z pasa głównego asteroid okrążająca Słońce w ciągu 4,53 lat w średniej odległości 2,74 j.a. Odkryta 25 września 1976 roku.